# 肖蒙波尔西安
肖蒙波尔西安（法語：Chaumont-Porcien，法語發音：[ʃomɔ̃ pɔʁsjɛ̃]）是法国大東部大區阿登省的一个市镇，属于勒泰勒区。

## 地理
肖蒙波尔西安（49°38'58"N, 4°14'50"E）面积35.97 平方千米，位于法国大東部大區阿登省，该省份为法国北部内陆省份，西接埃纳省，南至马恩省，东临默兹省，北与比利时接壤。
与肖蒙波尔西安接壤的市镇（或旧市镇、城区）包括：沙普、杜姆利-贝尼、弗拉伊库尔、日夫龙、勒莫库尔、罗基尼、拉罗马涅、吕比尼、瑟兰库尔、沃莱吕比尼。

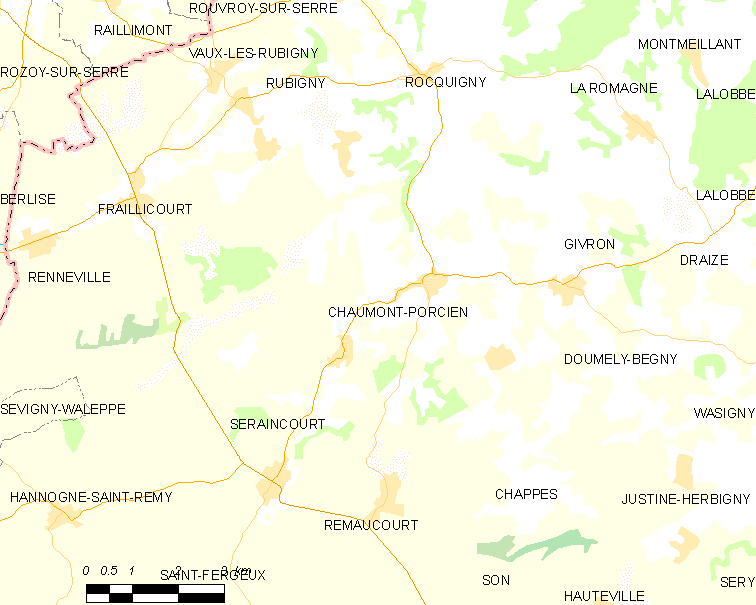
肖蒙波尔西安的OSM定位图

肖蒙波尔西安的时区为UTC+01:00、UTC+02:00（夏令时）。

## 行政
肖蒙波尔西安的邮政编码为08220，INSEE市镇编码为08113。

## 政治
肖蒙波尔西安所属的省级选区为锡尼拉拜县。

## 人口

1962-2008年间肖蒙波尔西安人口变化图示

肖蒙波尔西安于2022年1月1日时的人口数量为486人。